# Hullet

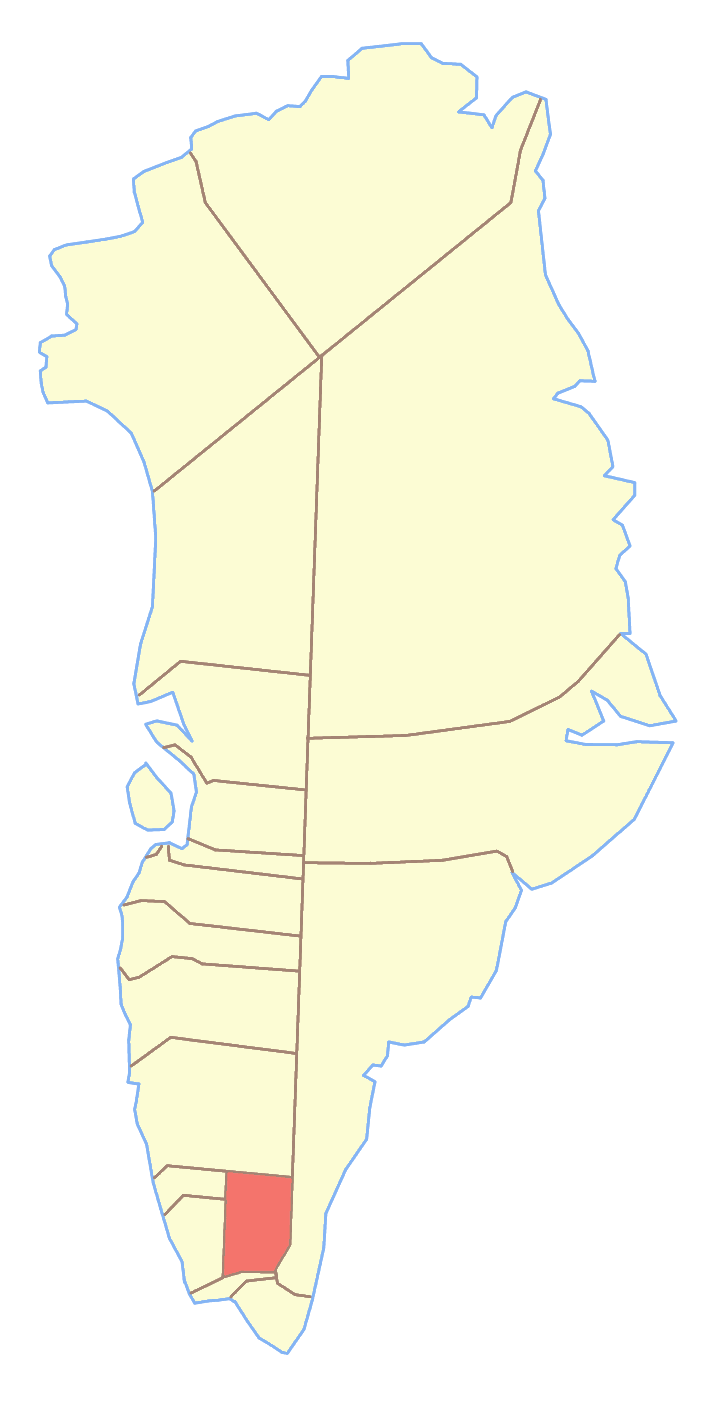
Ex comune di Narsaq, dove si trovava l'Hullet

L'Hullet è un  lago della Groenlandia. Si trova a 510 m sul mare, a 61°24'N 45°10'O; appartiene al comune di Kujalleq.